# Ferrovia Norte-Sul S/A
A Ferrovia Norte-Sul S/A é uma concessionária de ferrovias que opera parte da malha da Ferrovia Norte-Sul, no trecho entre Açailândia (MA) e Porto Nacional (TO), concessionado pela VALEC. Foi criada em dezembro de 2007 e atualmente é uma subsidiária da VLI Multimodal S/A.

## Histórico
Em outubro de 2007, a operação do trecho da Ferrovia Norte-Sul entre Açailândia (MA) e Porto Nacional (TO) foi concedido pela VALEC à Vale, por um período de 30 anos. A companhia foi a única interessada no leilão, pagando o valor mínimo de R$ 1,478 bilhão de reais, sendo R$ 740 milhões em 21 de dezembro de 2007, quando da assinatura do contrato e os 50% restantes pagos em duas parcelas, corrigidas pelo IGP-DI e acrescidas de juros de 12% ao ano, vencendo em dezembro de 2008 e de 2009.
O trecho concedido foi de 722 km, porém somente o trecho entre Açailândia (MA) e Araguaína (TO), com 361 km de extensão, estava concluído em outubro de 2007. Com o dinheiro pago pela concessão, foi realizada a construção do trecho entre Araguaína (TO) e Porto Nacional (TO), com 359 km de extensão.
Em 7 de dezembro de 2007, foi constituída a empresa Ferrovia Norte Sul S.A., controlada pela Vale.
O trecho completo entre Araguaína (TO) e Porto Nacional (TO) que foi previsto inicialmente para 2009, foi inaugurado em setembro de 2010 pelo presidente Luiz Inácio Lula da Silva, mas somente passou a operar no final de 2012, com a entrega oficial para a concessionária apenas em 2013.
Em 28 de dezembro de 2010, a Vale transferiu o controle acionário da companhia para a sua subsidiária Vale Logística de Carga Geral S.A.  Em 31 de março de 2011, a Vale Logística Integrada S.A. (nova denominação da Vale Logística de Carga Geral S.A.) transferiu o controle acionário da empresa para para a Vale Operações Ferroviárias S.A.
Em 2011 a Vale S.A. desmembrou a Ferrovia Centro-Atlântica e a Ferrovia Norte-Sul S.A., criando uma empresa dedicada à logística, chamada Valor da Logística Integrada - VLI, que passou a operar e administrar o trecho Açailândia (MA) - Porto Nacional (TO).
Em abril de 2014, a Vale S.A. efetivou a transferência de participação de 20% do capital da VLI pelo valor de R$ 1,5 bilhão à Mitsui e de 15,9% do capital da VLI pelo valor de R$ 1,2 bilhão para o Fundo de Investimento do Fundo de Garantia do Tempo de Serviço - FGTS (“FI-FGTS”). Em Agosto de 2014, a Vale S. A. efetivou a transferência de 26,5% da sua participação no capital da VLI pelo valor de R$ 2 bilhões para a Brookfield Asset Management (Brookfield).
Em 2015, a a VLI S.A. (antiga Vale Logística Integrada S.A.) transferiu integralmente sua participação societária de 20,88% na Ferrovia Norte Sul S.A. para a sua subsidiária VLI Multimodal S.A. (antiga Vale Operações Ferroviárias S.A.), que passou a deter 100% de participação na Ferrovia Norte Sul S.A..
A concessionaria opera em parceria com a Estrada de Ferro Carajás da Vale, que a partir de Açailândia (MA) permite acesso ao Terminal Marítimo de Ponta da Madeira e o Porto do Itaqui, ambos em São Luís (MA), formando o corredor que tornou-se uma importante rota de exportação de cargas das regiões Centro-Oeste e Nordeste. A duração da viagem entre Porto Nacional e o Porto de Itaqui tem, em média, 3,5 dias.